# Хюбнер, Карл Вильгельм
Карл Вильгельм Хюбнер (нем. Carl Wilhelm Hübner, 17 июня 1814, Кёнигсберг — 5 декабря 1879, Дюссельдорф) — немецкий художник, представитель Дюссельдорфской школы живописи. 

## Жизнь и творчество
Начал изучать живопись в своём родном Кёнигсберге под руководством профессора Иоганна Эдуарда Вольфа. Благодаря помощи профессора, в 1837 году молодой художник поступил в Дюссельдорфскую академию художеств, где обучался вплоть до 1841 года у таких мастеров, как Вильгельм фон Шадов и Карл Фердинанд Зон. 
В 1841 Хюбнер открыл собственную мастерскую. Писал преимущественно жанровые сцены и пейзажи. Первые — это сценки из повседневной жизни, зачастую изображающие будни бедных слоёв населения. В то же время художник не избегал и тем острой социальной значимости: такова, например, картина «Силезские ткачи», написанная накануне революции 1848—1849 годов и привлёкшая огромное количество сочувствующих зрителей в Берлине, Кёльне и других городах Германии.
В 1847 году Хюбнер совершил длительное  путешествие по США. Сделанные во время этой поездки зарисовки стали основой для многих его полотен, написанных позднее. Художник старался идти в ногу со временем, приветствовал различные новации, в том числе и в искусстве. В связи с этим ряд художественных критиков отмечали отсутствие в его полотнах «духа академизма». 
В августе 1848 года Хюбнер стал одним из основателей художественного общества «Палитра» и в течение некоторого времени возглавлял его. Был также одним из руководителей общества «Дюссельдорфские художники» и членом ряда художественных академий.

## Галерея

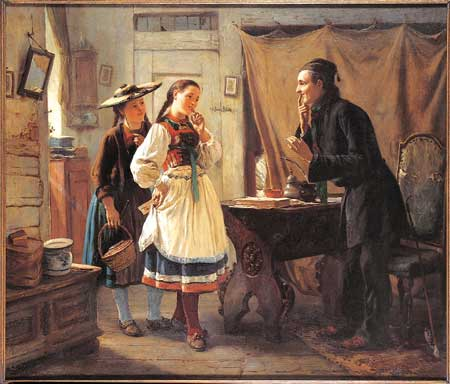
У писца (1863)
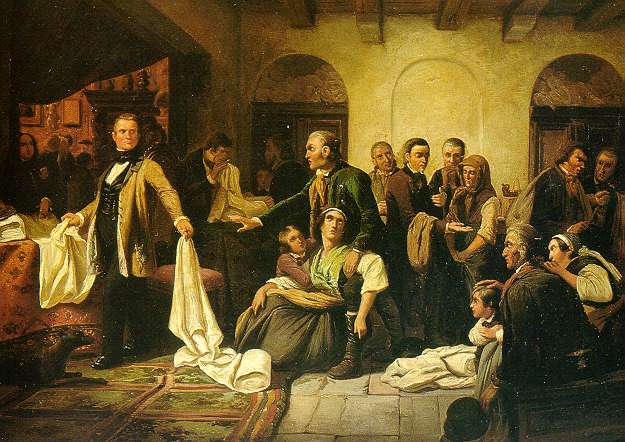
Силезские ткачи (версия 1846 года)
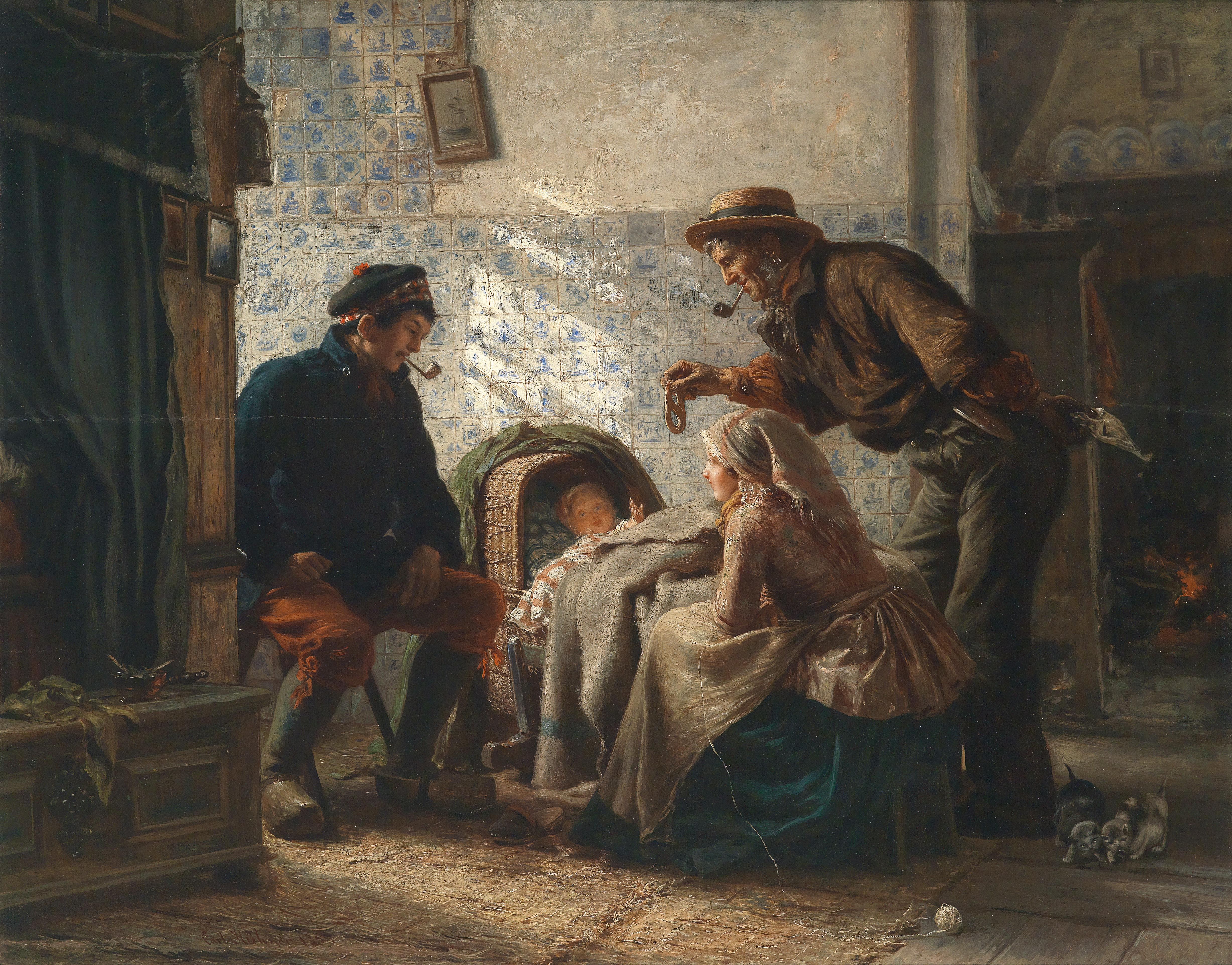
У колыбели (1857)
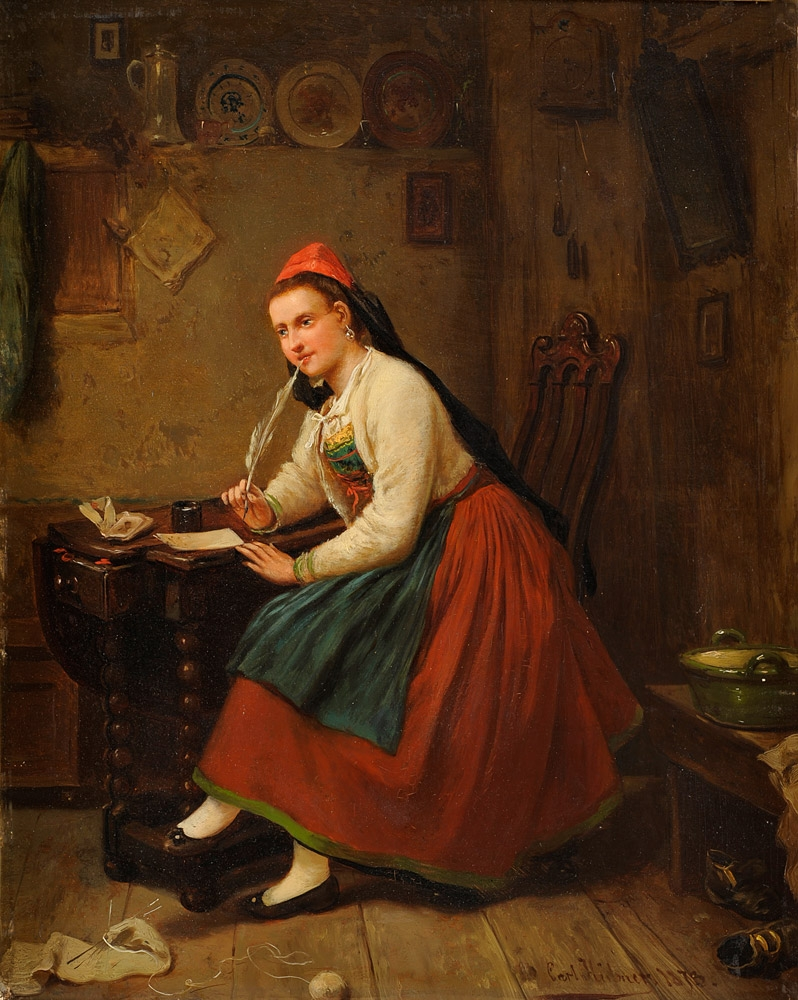
Любовное письмо (1873)
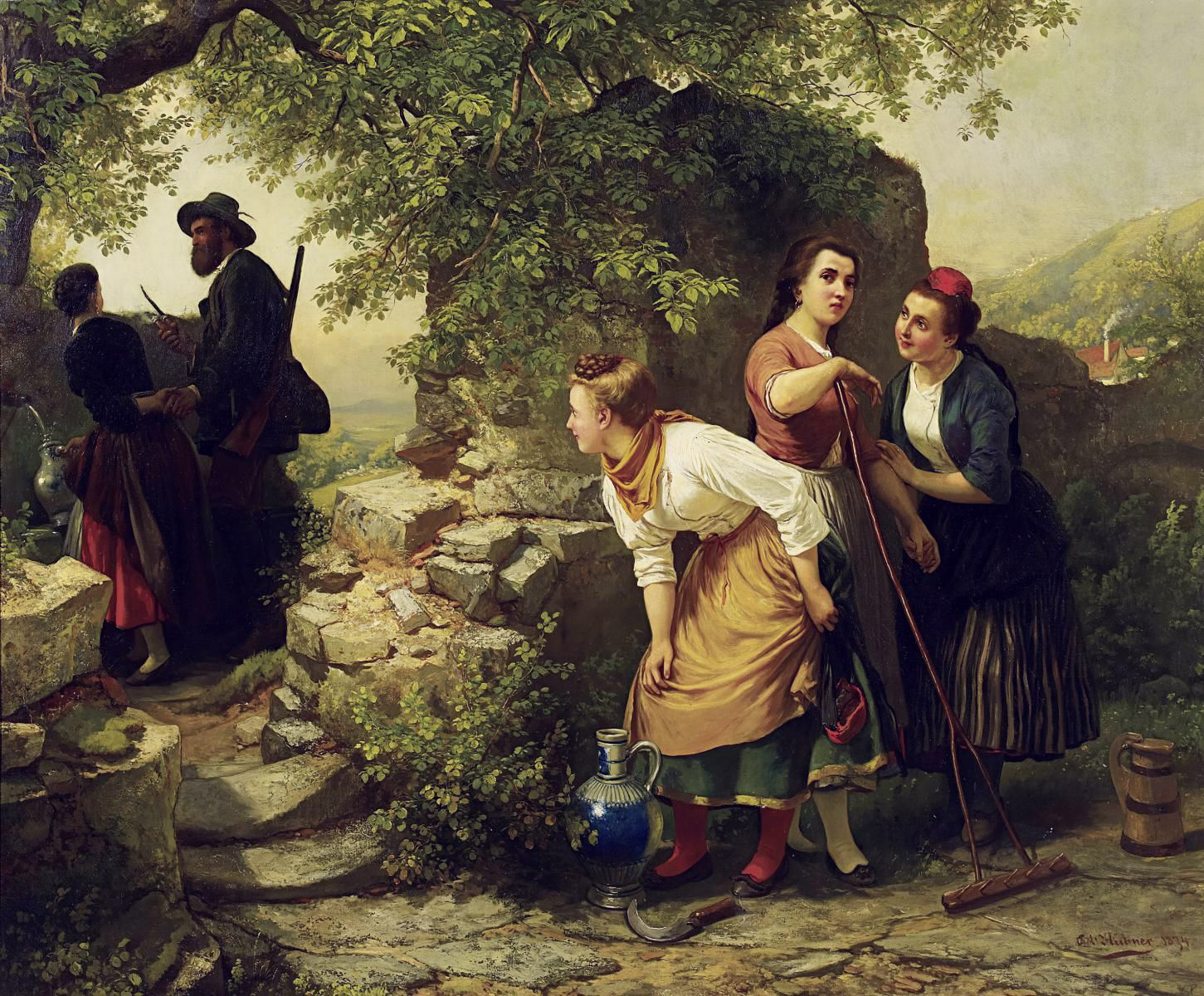
Подслушивают...(1874)
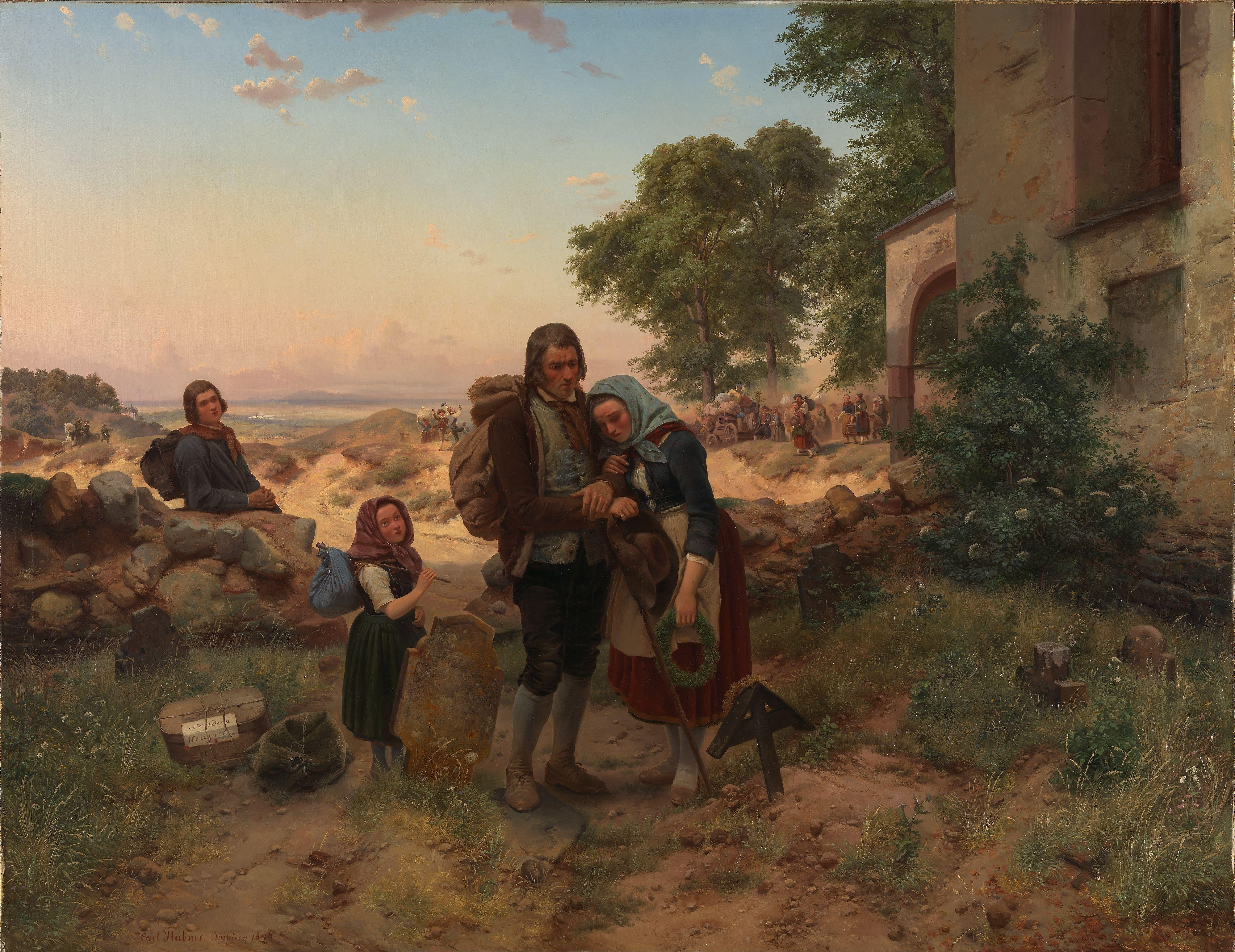
Эмигранты из Германии перед отъездом прощаются с могилами своих предков (1846)
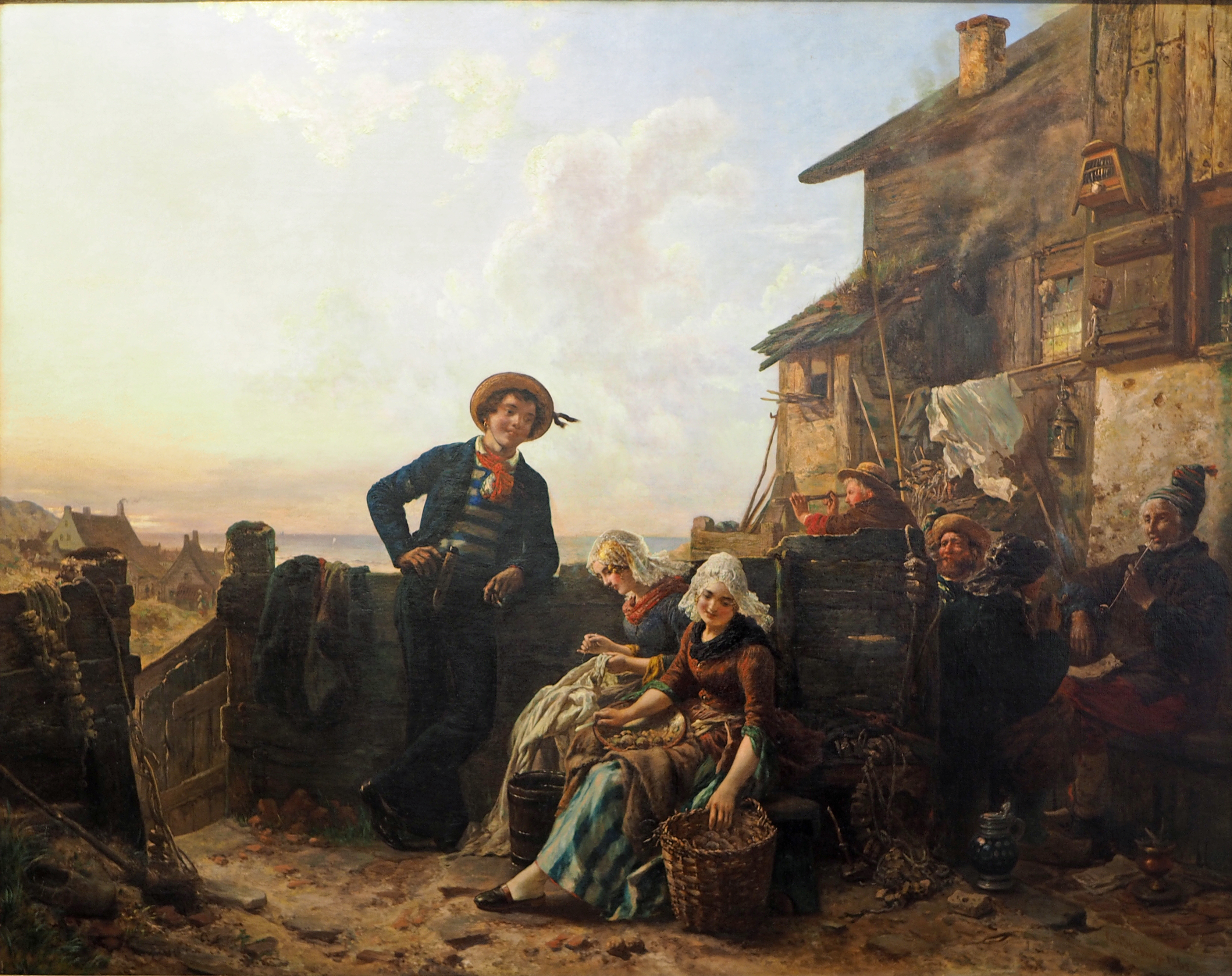
Молодой моряк в качестве жениха (1862)
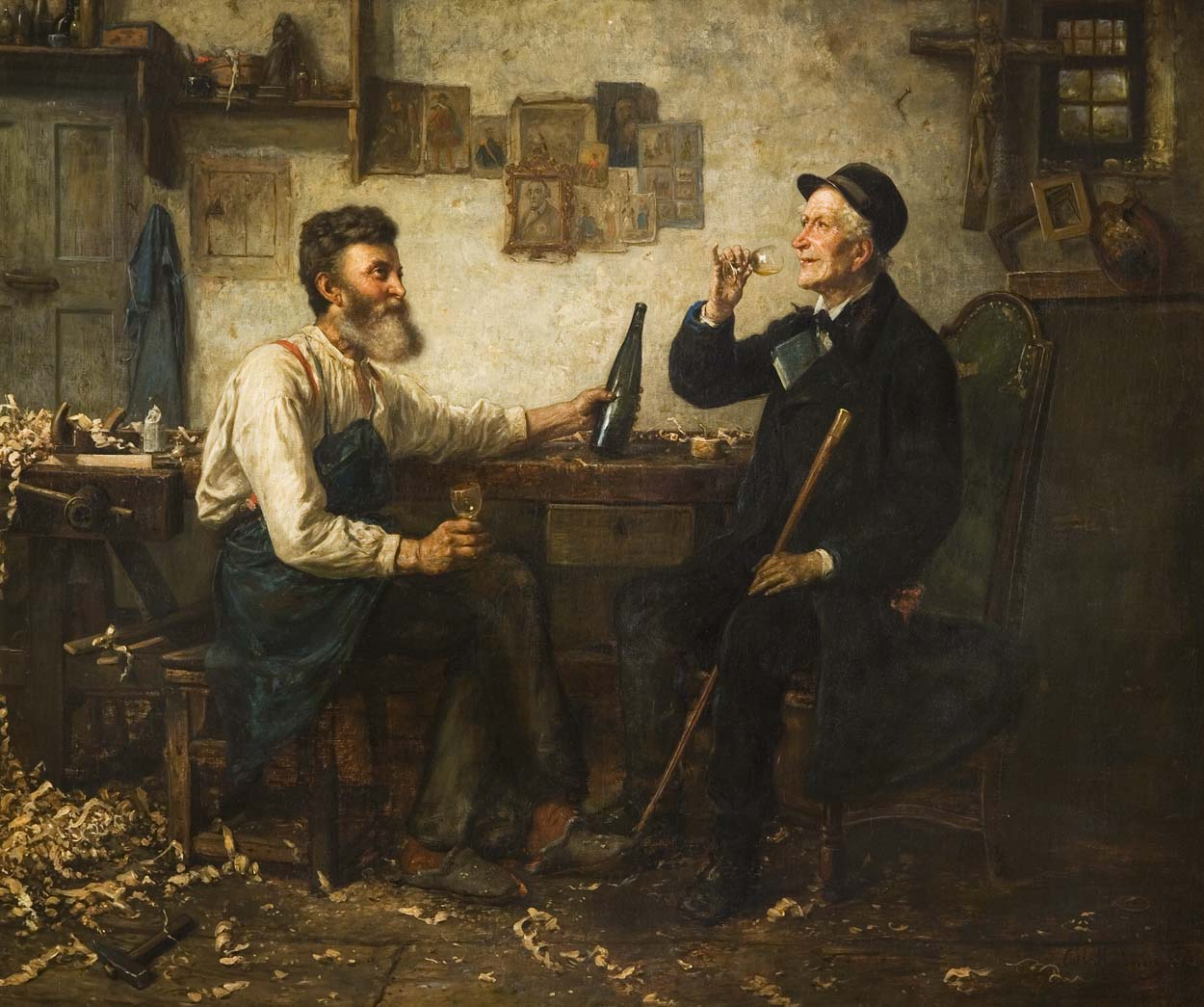
Дегустаторы
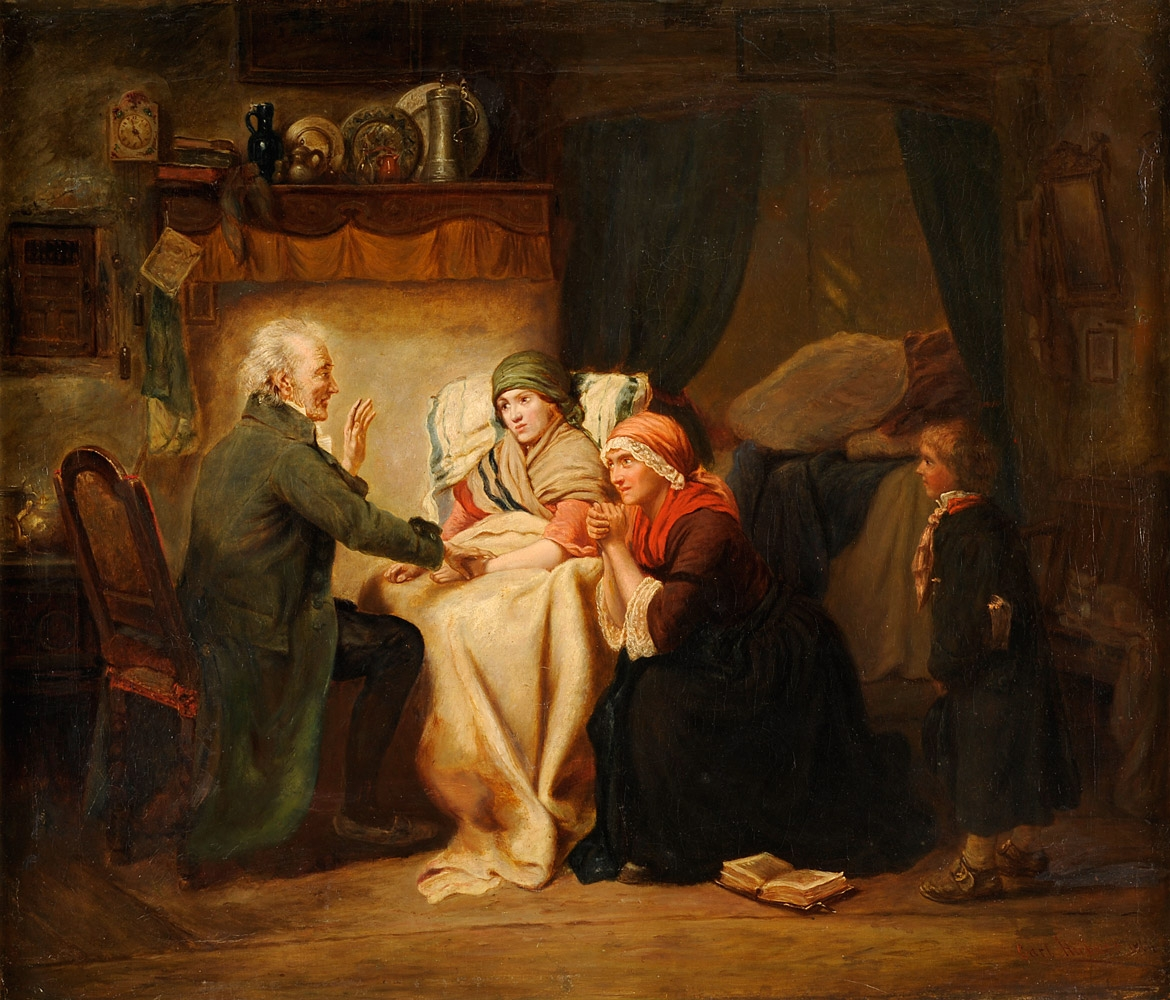
Деревенский доктор (1864)
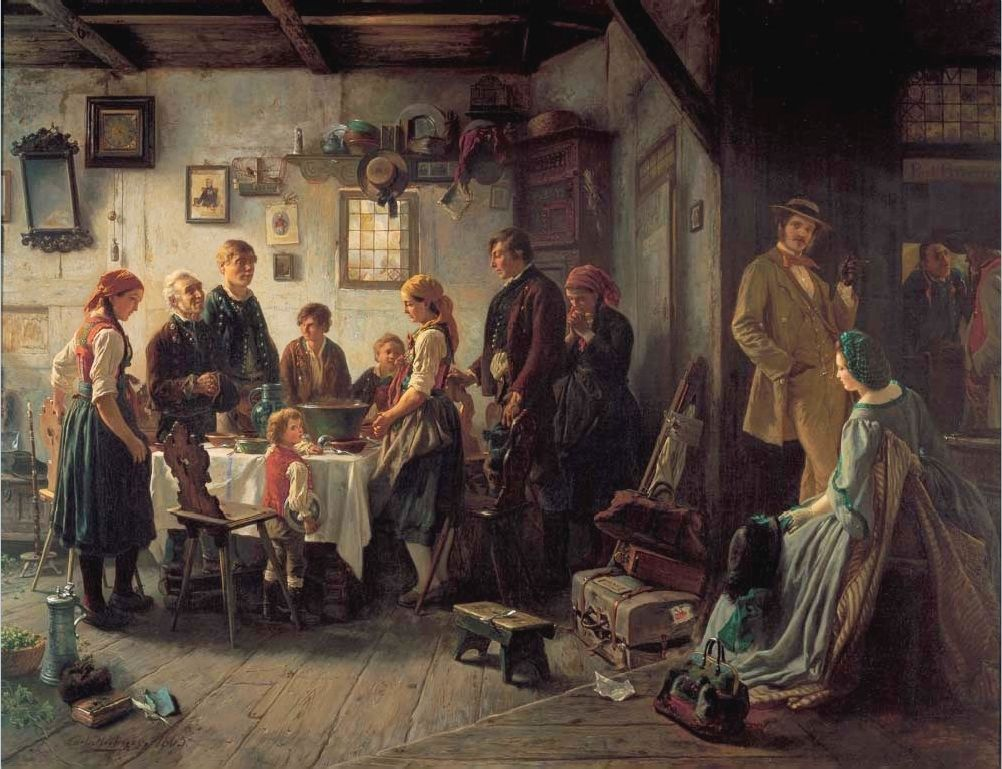
На почтовой станции в Шварцвальде
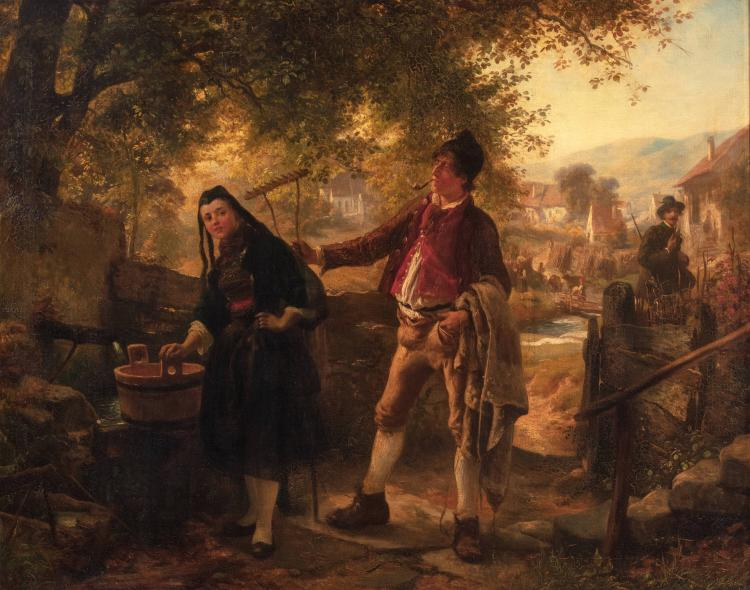
Ревнивый кавалер.
Богатый жених.
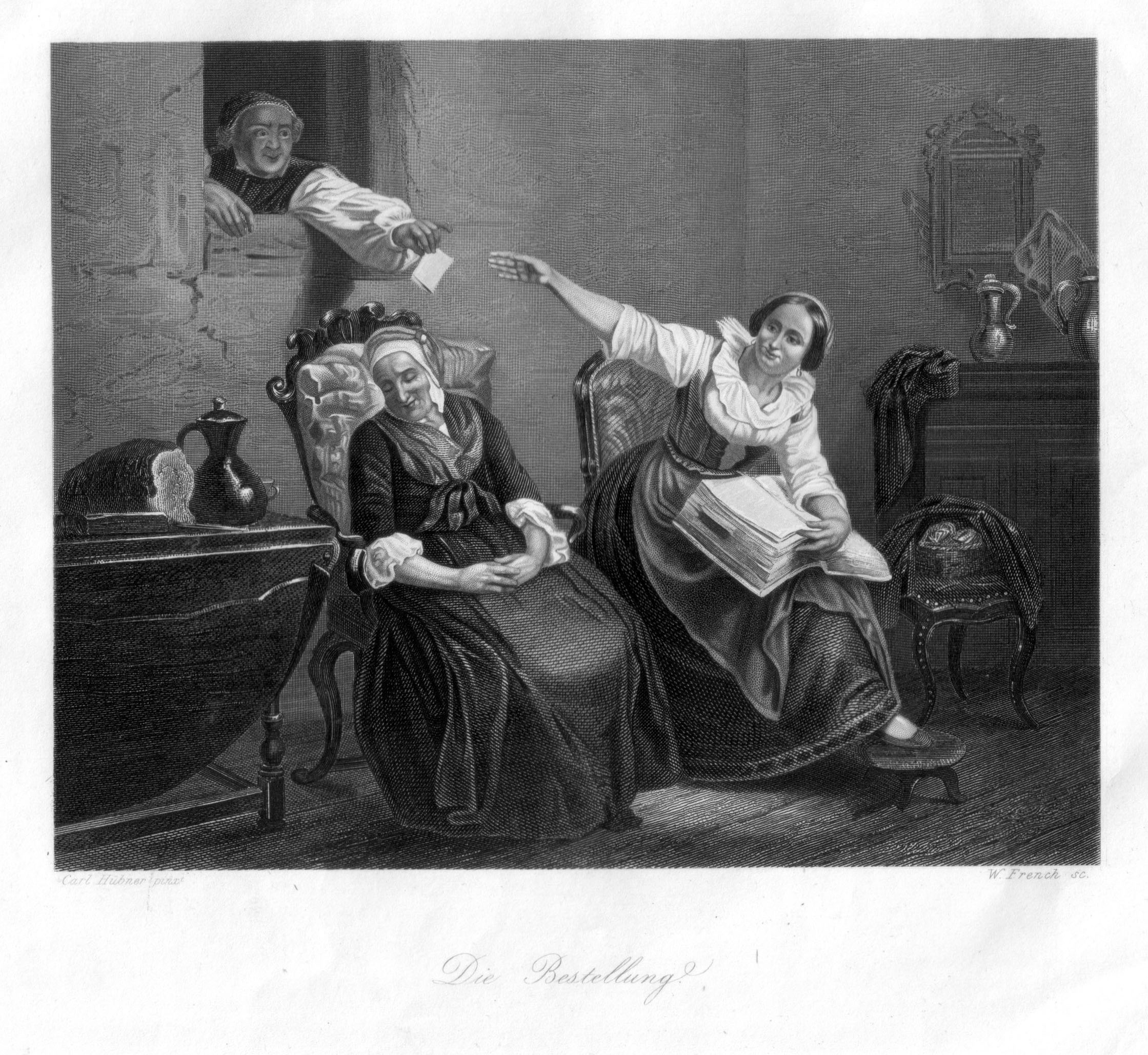
Любовное письмо (гравюра с оригинала Хюбнера).